# Джербашян, Степан Хачатурович
Степа́н Хачату́рович Джербашя́н (арм. Ստեփան Խաչատուրի Ջրբաշյան, 10 марта 1917, Баку — 10 октября 1973, Ереван) — армянский советский композитор, дирижёр и педагог. Заслуженный деятель искусств Армянской ССР (1963).

## Биография
В 1943 году окончил Тбилисскую государственную консерваторию по классу скрипки М. Р. Ледника, в 1952 году — Ереванскую государственную консерваторию по классу композиции, ученик Эдварда Мирзояна. Стажировался в Москве у Г. И. Литинского, Ю. А. Фортунатова.
С 1953 преподавал композицию в музыкальной школе-десятилетке при Ереванской консерватории. В 1966 году возглавил оркестр народных инструментов Армянского радио и телевидения, преподавал в Ереванской консерватории (класс камерного ансамбля и хоровой аранжировки).

## Фильмография
1955 — Золотой бычок (короткометражный)

## Сочинения
- Еразик (оперетта, 1960)
- музыкальные комедии

Тётка Чарлея (Чарлеи моракуйр, 1961),
В мире цветов (Цахикнери ашхарум, 1962),
Я, моя невеста и… (Ее, им харснацун ев…, 1963),
Жених с Марса (Марсеци песацун, 1966);
- поэма для солистов, хора и оркестра «Девятьсот пятый год» (совм. с Э. И. Багдасаряном, 1956),
- Ода Родине (Дзон Айреникин, 1961),
- Юношеская кантата (Патанекан кантат) для хора, струнного оркестра, ансамбля скрипачей, виолончелистов, канонистов, двух фортепиано и ударных (1968);
- симфоническая поэма для оркестра (1953),
- Баллада для голоса и оркестра (1963);
- фортепианный квинтет (1953),
- Праздничная (Тонакан, 1957) и Рапсодия (1963) для ансамбля скрипачей,
- Экспромт для ансамбля виолончелистов (1967);
- пьесы для оркестра народных инструментов
- Экспромт-фантазия для фортепиано (1958) и др. пьесы;
- Соната для виолончели и фортепиано (1951);
- хоры, романсы, песни, дуэты и др.

## Память

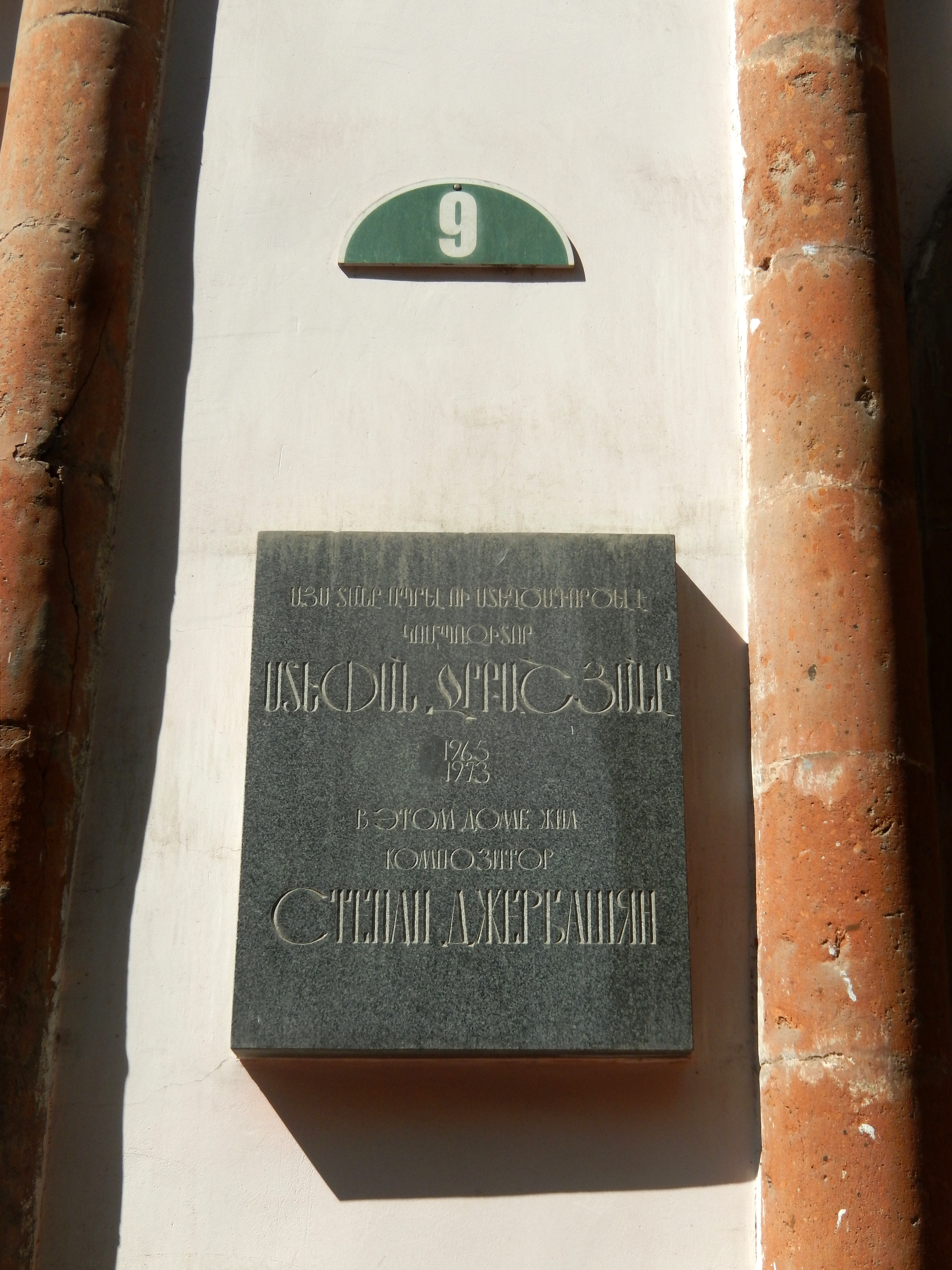
Мемориальная доска в Ереване, улица Казара Парпеци, 9